# Sybra postalbomaculata
Sybra postalbomaculata là một loài bọ cánh cứng trong họ Cerambycidae.